# Patemisco
Il Patemisco è un fiume di breve corso che sorge nel territorio di Massafra (TA).
Rappresenta una manifestazione del fenomeno carsico tipico delle Murge; infatti scorre sotto la Gravina della Madonna della Scala e getta le sue acque nel Golfo di Taranto.
Il suo nome è verosimilmente una modifica di Potamisco, diminutivo della parola greca potamos e significa quindi piccolo fiume, fiumiciattolo.
Nel medioevo, i Normanni donarono sia il fiume Patemisco che la chiesa di Santa Lucia di Massafra alla Badia Benedettina di Cava dei Tirreni. Nel XVII secolo appartenne alla famiglia degli Imperiali, Principi di Francavilla (BR).
Una volta fiume fecondo per la presenza di vongole fluviali, il Patemisco è un fiume inquinato da scarichi abusivi e da sversamenti del vicino depuratore del Comune di Massafra. 
Nel 2008 venne impedita la balneazione  dall'ASL in seguito ad una moria di pesci.
Nel 2010 la provincia di Taranto ha stanziato 800 000 euro al Comune di Massafra per recuperare e bonificare la zona del convento dei Cappuccini e la foce del fiume Patemisco.
Nel 2012 venne impedita la balneazione, analisi condotte da ASL e Legambiente certificarono che la foce era inquinata.
Secondo i risultati delle analisi di Goletta Verde del Mare in Puglia (prelievi effettuati nei giorni 25, 26, 27 e 29 giugno 2013), il fiume Patemisco rientra nei limiti di legge per l'inquinamento delle acque. Pertanto, la zona è stata considerata balneabile.